# Múlin (Svínoy)
Múlin è un rilievo alto 443 metri sul mare situato sull'isola di Svínoy, appartenente all'arcipelago delle Isole Fær Øer, in Danimarca.